# Franca
Franca est une municipalité brésilienne située au nord-est de l'État de São Paulo, faisant partie de la mésorégion de Ribeirão Preto et de la microrégion de Franca, se trouvant à 401 km de la São Paulo (capitale de l'État). 
La ville est située à la latitude 20º32'19" sud, et 47º24'03" ouest. 
Selon le recensement de 2021, la municipalité compte 358 539 habitants, pour une superficie totale de 607 km2.

## Histoire
La région où se trouve aujourd'hui la ville de Franca, a eu son origine dans les bandeiras Anhanguera (fils), au XVIIIe siècle, avec la construction de routes reliant la ville de São Paulo aux mines d'or de Goiás (qui à l'époque appartenaient à la capitainerie de São Paulo).
Lorsque la "Estrada de Goiás" (route/chemin de Goiás) a été ouverte, de nouveaux peuplements humains (appelés "pousos" en portugais) ont été construits, qui ont servi de lieux de repos aux explorateurs bandeirantes lors de leurs voyages. L'un de ces "pousos" est à l'origine de la ville de Franca.
Franca a été fondée le 3 décembre 1805, et a vu son territoire émancipé en 1824 par Jean VI de Portugal. Le lieu a été baptisé "Franca do Imperador" en l'honneur de Pierre Ier (empereur du Brésil.
Le 24 avril 1856, Franca est élevée au rang de ville.
La ville a participé à La Révolution constitutionnaliste de 1932, perdant 6 citoyens dans la bataille pour la défense de l'État de São Paulo.

## Économie
Franca est actuellement le plus grand producteur de chaussures d'Amérique latine, abritant plus d'un millier d'industries du secteur de la chaussure, y compris des fabricants de matières premières pour chaussures. Le parc industriel de la ville est très actif et opère dans une variété d'opérations, telles que l'industrie métallurgique, l'industrie du meuble et l'industrie alimentaire.
Lors de l'immigration européenne au Brésil, entre la fin du XIXe siècle et le début du XXe siècle, Franca a accueilli de nombreux immigrants italiens, qui ont ensuite fondé plusieurs entreprises dans la ville. L'industrie de la chaussure connaît un essor commercial à partir des années 1930.
La région de Franca est également très traditionnelle dans la culture du café et est située dans une riche région de sol violet, d'où est obtenue la production d'un café à l'arôme particulier.

## Géographie
La région est caractérisée par un climat tempéré (Cwb), avec des hivers secs, des étés pluvieux et des températures modérées.
La municipalité est située à une altitude de 1 040 mètres d'altitude, occupant une zone de sols à prédominance sablonneuse, qui occupent 605,6 km2, dont 86,92 km2 sont la zone urbaine.

## Maires
| Période | Période | Identité               | Étiquette  | Qualité |
| ------- | ------- | ---------------------- | ---------- | ------- |
| 1997    | 2004    | Gilmar Dominici        | PT         |         |
| 2005    | 2012    | Sidnei Franco da Rocha | PSDB       |         |
| 2013    | 2016    | Alexandre Ferreira     | PSDB       |         |
| 2017    | 2020    | Gilson de Souza        | Democratas |         |

## Personnalités liées à la ville
- Hélio Rubens (1940-), ancient joueur et entraîneur brésilien de basket-ball.
- Guerrinha (1959-), ancient joueur et entraîneur brésilien de basket-ball.